# NGC 1090
NGC 1090 ist eine Balken-Spiralgalaxie vom Hubble-Typ SBbc im Sternbild Walfisch südlich der Ekliptik. Sie ist schätzungsweise 123 Millionen Lichtjahre von der Milchstraße entfernt und hat einen Durchmesser von etwa 145.000 Lj.

Im selben Himmelsareal befinden sich u. a. die Galaxien NGC 1087, NGC 1094, NGC 1104, IC 264.
Die Supernovae SN 1962K und SN 1971T wurden hier beobachtet.
Das Objekt wurde am 9. Oktober 1785 vom deutsch-britischen Astronomen Wilhelm Herschel entdeckt.